# Ambalahonko
Ambalahonko är en ort i Madagaskar. Den ligger i den norra delen av landet, 600 km norr om huvudstaden Antananarivo. Ambalahonko ligger 3 meter över havet och antalet invånare är 6 000.
Terrängen runt Ambalahonko är platt åt sydost, men åt nordväst är den kuperad. Havet är nära Ambalahonko åt nordväst. Runt Ambalahonko är det ganska tätbefolkat, med 111 invånare per kvadratkilometer. Närmaste större samhälle är Ambanja, 10,3 km söder om Ambalahonko. Omgivningarna runt Ambalahonko är en mosaik av jordbruksmark och naturlig växtlighet.